# جاكي لي (مغني)
جاكي لي (بالإنجليزية: Jackie Lee)‏ هو مغني وكاتب أغاني أمريكي، ولد في 2 أكتوبر 1991 في مرفيل في الولايات المتحدة.

## وصلات خارجية
- الموقع الرسمي